# カルヴァーニコ
カルヴァーニコ（伊: Calvanico）は、イタリア共和国カンパニア州サレルノ県にある、人口約1,500人の基礎自治体（コムーネ）。

## 地理

### 位置・広がり

#### 隣接コムーネ
隣接するコムーネは以下の通り。括弧内のAVはアヴェッリーノ県所属を示す。
- フィシャーノ
- ジッフォーニ・セーイ・カザーリ
- ジッフォーニ・ヴァッレ・ピアーナ
- モントーロ (AV)
- セリーノ (AV)
- ソロフラ (AV)